# Erebia batanga
Erebia batanga är en fjärilsart som beskrevs av Goltz 1939. Erebia batanga ingår i släktet Erebia och familjen praktfjärilar. Inga underarter finns listade i Catalogue of Life.